# Болшевская трудовая коммуна

Первые дома Болшевской трудовой коммуны ОГПУ № 1 (1927)

Болшевская трудовая коммуна ОГПУ № 1 — исправительно-воспитательное учреждение для малолетних правонарушителей, созданное в 1924 году по приказу ОГПУ. Коммуна располагалась в районе села Костино, примерно в 2 км к югу от станции Болшево Ярославской железной дороги.
Коммуна создавалась для борьбы с беспризорностью. Идею привлечь к этой работе ВЧК высказал в 1921 году её глава — Ф. Э. Дзержинский. Практической реализацией занялся М. С. Погребинский. Трудовая коммуна должна была стать экспериментальным исправительным учреждением, в котором воспитанники сохраняли свободу перемещения и пользовались внутренним самоуправлением.

## История
Коммуна была создана на основании приказа административно-организационного управления ОГПУ от 18 августа 1924 № 185 за подписью зампреда ОГПУ Г. Г. Ягоды. Для её размещения была выбрана территория совхоза ВЧК. Для непосредственного руководства коммуной Погребинский пригласил Ф. Г. Мелихова, ранее возглавлявшего московскую колонию беспризорных имени Розы Люксембург, и врача С. П. Богословского.
До начала 1927 года в коммуне находились только юноши в возрасте в основном от 16 до 21 года. Срок пребывания в коммуне составлял от двух до трёх лет. Численность коммунаров неуклонно увеличивалась и выросла с 18 человек в 1924 году до 5000 в 1936 году.
Коммунары должны были обеспечивать существование коммуны своим трудом. Для этого в коммуне были организованы кустарные мастерские: столярная и сапожная. В 1926 году появилась обувная фабрика, вскоре к ней добавились трикотажное производство, а в 1929 году — производство спортинвентаря. При этом, как отмечает А. С. Макаренко, в коммуне была полностью прекращена школьная работа, а рабочий день подростков увеличен до 8 часов, однако даже эти меры не позволяли выйти на самоокупаемость. С 1 сентября 1933 года заработал учебный комбинат, включавший школу, техникум и курсы высшего образования. С 1935 года коммуну стали возглавлять её бывшие воспитанники.
В 1928 году был принят генеральный план развития Костино и под руководством архитекторов А. Я. Лангмана и Л. З. Чериковера началось строительство комплекса зданий Болшевской коммуны, выполнявшихся в наиболее свежем на тот момент стиле конструктивизма.
Во время летнего похода в Москву в 1929 году А. С. Макаренко вместе с дзержинцами посетил и Болшево. Об этом говорится в юбилейном сборнике «Дзержинки» «Второе рождение» (Харьков, 1932), однако в книге Макаренко «Марш 30 года» (М., 1932), где одна из глав посвящена описанию данной поездки в столицу, о посещении Болшевской коммуны вообще не упоминается.
Стараниями Погребинского коммуна в своё время получила имя наркома Г. Г. Ягоды, что до поры давало ей определённые преимущества. Однако, когда весной 1937 г. Г. Г. Ягода был снят с постов, то по принятым в то время правилам и все его ближайшие сотрудники, а также многие подшефные, попали под подозрение в сотрудничестве с врагом народа и многие после этого так или иначе пострадали.
Не избежала этой участи и Болшевская им. Г. Г. Ягода трудовая коммуна, история которой завершилась в 1937 году. Её руководители и активисты были репрессированы, а сама коммуна закрыта.
В декабре 2016 года комплекс зданий Болшевской трудовой коммуны был признан выявленным объектом культурного наследия (памятником архитектуры).

## В культуре
Болшевской трудовой коммуне посвящён фильм «Путёвка в жизнь» (1931).